# GJ 1132
GJ 1132 (Глизе 1132) — одиночная звезда в созвездии Парусов. Находится на расстоянии примерно 39 световых лет от Солнца.

## Характеристики
Звезда является красным карликом с видимой звёздной величиной 13,5m, при этом в инфракрасном свете она значительно ярче: в фильтре J её блеск равен 9,25m, в K — 8,32m. Она относится к спектральному классу M4 V. Масса звезды составляет 0,18 массы Солнца, радиус — 0,21 солнечных радиуса. Поверхностная температура оценивается в 3270 Кельвинов. Её светимость примерно в 230 раз меньше светимости Солнца.

## Планетная система
В ноябре 2015 года команда астрономов из проекта по поиску транзитных экзопланет у тусклых красных карликов «MEarth» представила в журнале «Nature» открытие экзопланеты GJ 1132 b, по размеру близкой к размеру Земли. Её масса превышает массу Земли в 1,62 раза, что приводит к средней плотности около 6,0 ± 2,5 г/см3, то есть GJ 1132 b является железно-каменной планетой земной группы. Период обращения планеты вокруг родительской звезды составляет около 1,63 суток. Вероятнее всего её осевое вращение приливно синхронизировано с вращением вокруг звезды, то есть планета всегда обращена к звезде одной стороной. Температура её поверхности оценивается в 579 ± 15 K в случае нулевого альбедо, или в 409 ± 11 K в случае альбедо, равного 0,75. Предполагается, что планета окружена плотной атмосферой, создающей на её поверхности парниковый эффект, что делает её горячим аналогом Венеры.
Американские планетологи изучили атмосферу GJ 1132 b. Исследователи изучали толщину и состав атмосферы GJ 1132 b с помощью телескопов Европейской южной обсерватории в Чили и пришли к выводу, что атмосфера планеты содержит воду и метан.
В 2018 году была открыта вторая планета — GJ 1132 c. Она представляет собой горячую суперземлю, обращающуюся близко к родительской звезде.